# Николо-Архангельское кладбище

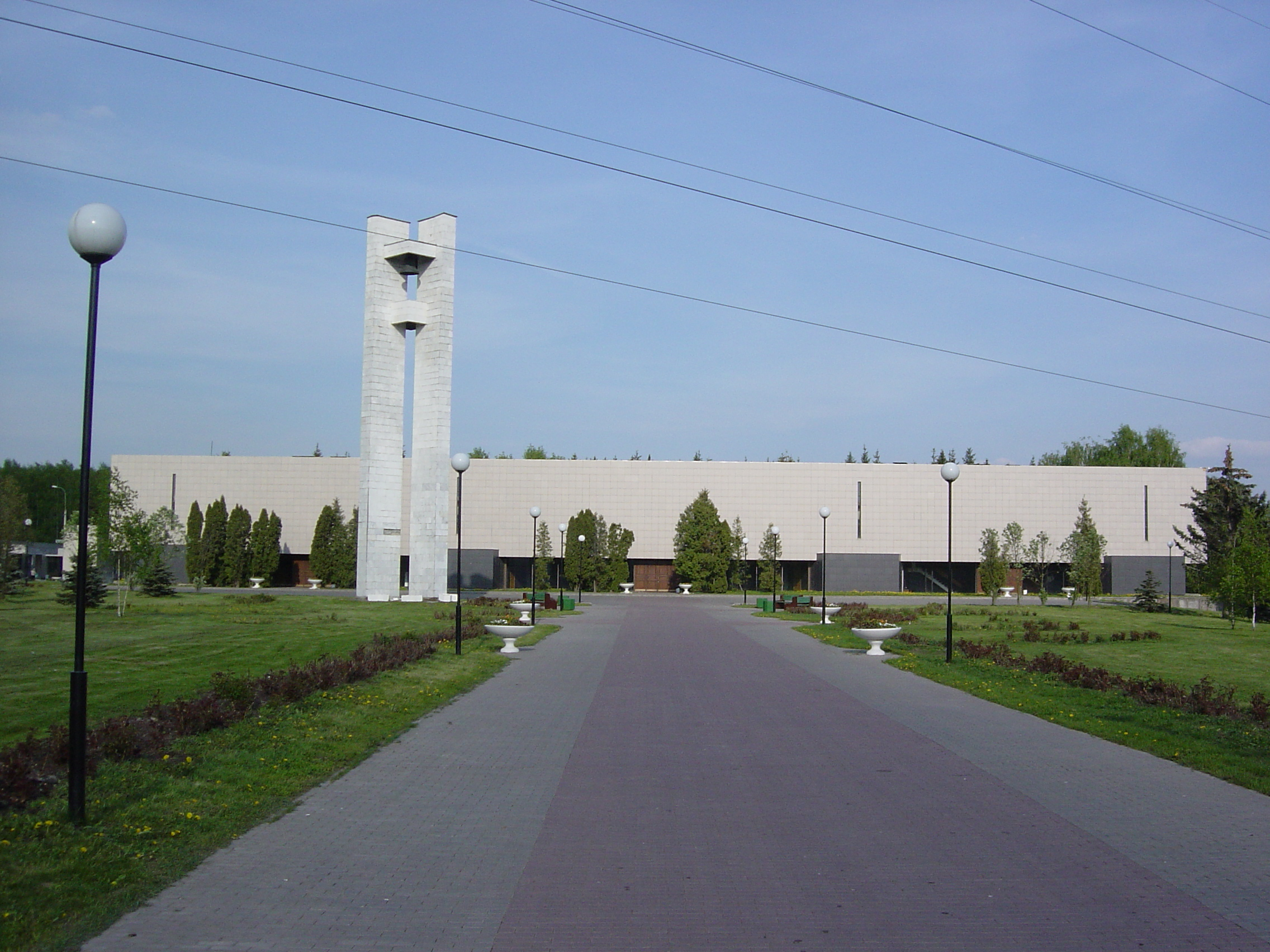
2-й Московский крематорий —
самый крупный крематорий в Европе

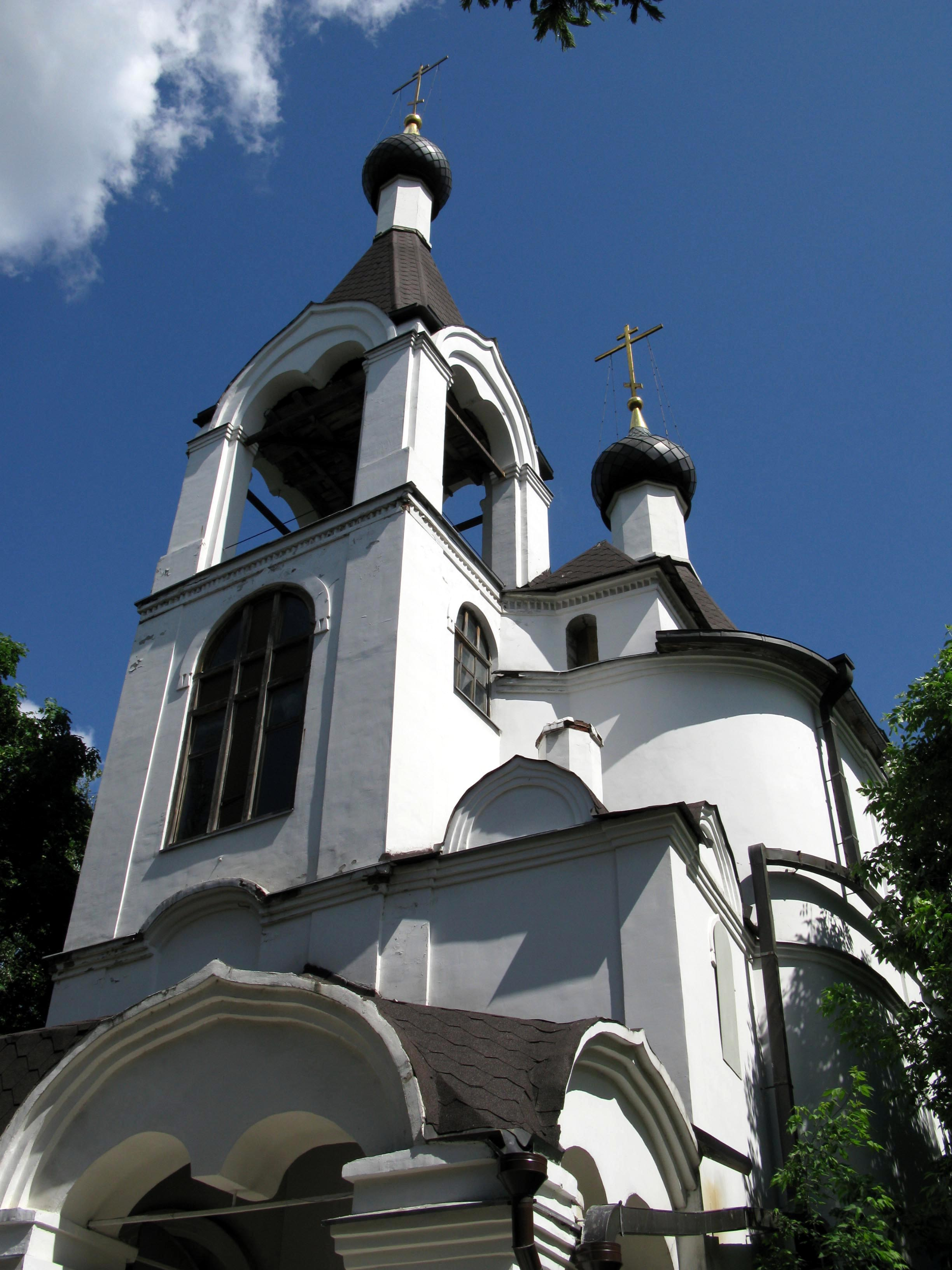
Церковь Покрова Пресвятой Богородицы

Николо-Архангельское кладбище — одно из крупнейших кладбищ Московской области. Основано в 1960 году, площадь составляет 135,65 га. Расположено в Балашихе рядом с районом Новокосино Москвы, делится на Центральное и Восточное. На кладбище действует крематорий, имеются открытый и закрытый колумбарии.
Территориальное отделение ритуального обслуживания по ВАО Государственного бюджетного учреждения города Москвы «Ритуал».

## История
Николо-Архангельское кладбище основано по решению Моссовета в 1960 году.
В 1973 году на территории кладбища открыт Второй московский крематорий, крупнейший в Европе (долгое время входил в Книгу рекордов Гиннесса как крупнейший в мире). Крематорий построен мастерской № 5 управления «Моспроект-3». Архитекторы А. С. Алимов, П. П. Павлов, В. Г. Уткина, Г. Н. Глущенко, Н. А. Сомова. Декоративно-художественное оформление выполнено художниками И. Орловой-Купенко, М. Томилиной, О. Бенепольской.
Недалеко от северо-западного входа в 1990—2000 годах была построена церковь Покрова Пресвятой Богородицы. Около центрального входа кладбища расположена часовня Мученика Уара.

## Захоронения
На Николо-Архангельском кладбище захоронены 40 Героев Советского Союза и Героев России, моряки подводной лодки «Курск», погибшие сотрудники групп «Альфа» и «Вымпел» ФСБ (в том числе те спецназовцы, которые участвовали в освобождении заложников в Беслане), деятели науки, культуры, искусства, спорта (актёр Раднэр Муратов, певица Жанна Фриске, актриса Римма Маркова, поэтесса Анна Баркова, зоолог Игорь Акимушкин, хоккейный тренер Сергей Самойлов, рэпер Паша Техник, актёр дубляжа Рудольф Панков и другие).
См. Категория:Похороненные на Николо-Архангельском кладбище

## Адрес и проезд
Почтовый адрес: 143149, Московская область, городской округ Балашиха, село Никольско-Архангельское, Носовихинское шоссе, 16
Общественный транспорт: от станции метро «Выхино» автобусный маршрут № 706, от станции метро «Щёлковская» автобусный маршрут № 760 или от станции метро «Новокосино» автобусные маршруты № 723, 706, 760 до остановок «Николо-Архангельское кладбище» или «2-й московский крематорий».

## Фотографии

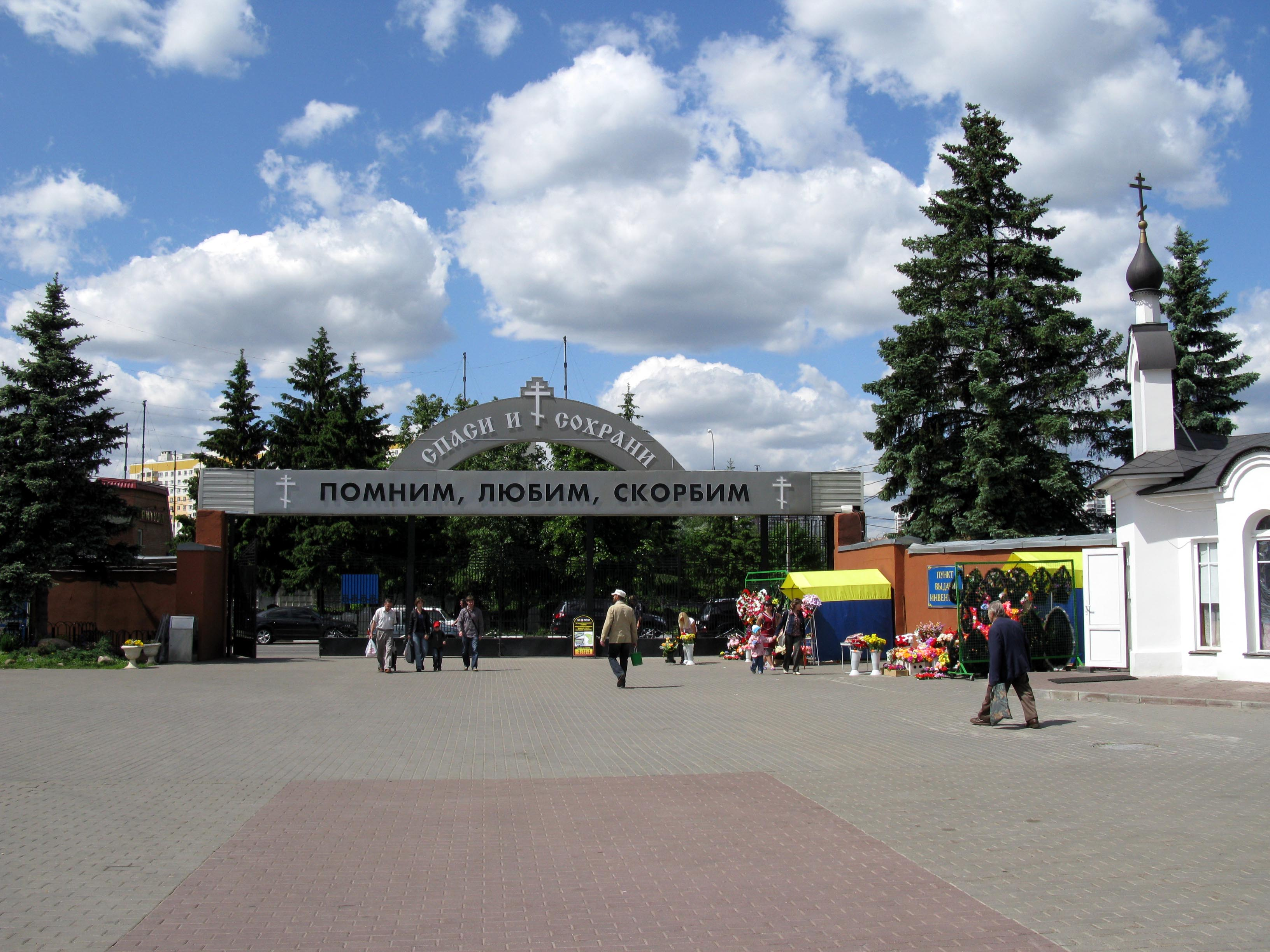
Центральный вход, вид изнутри
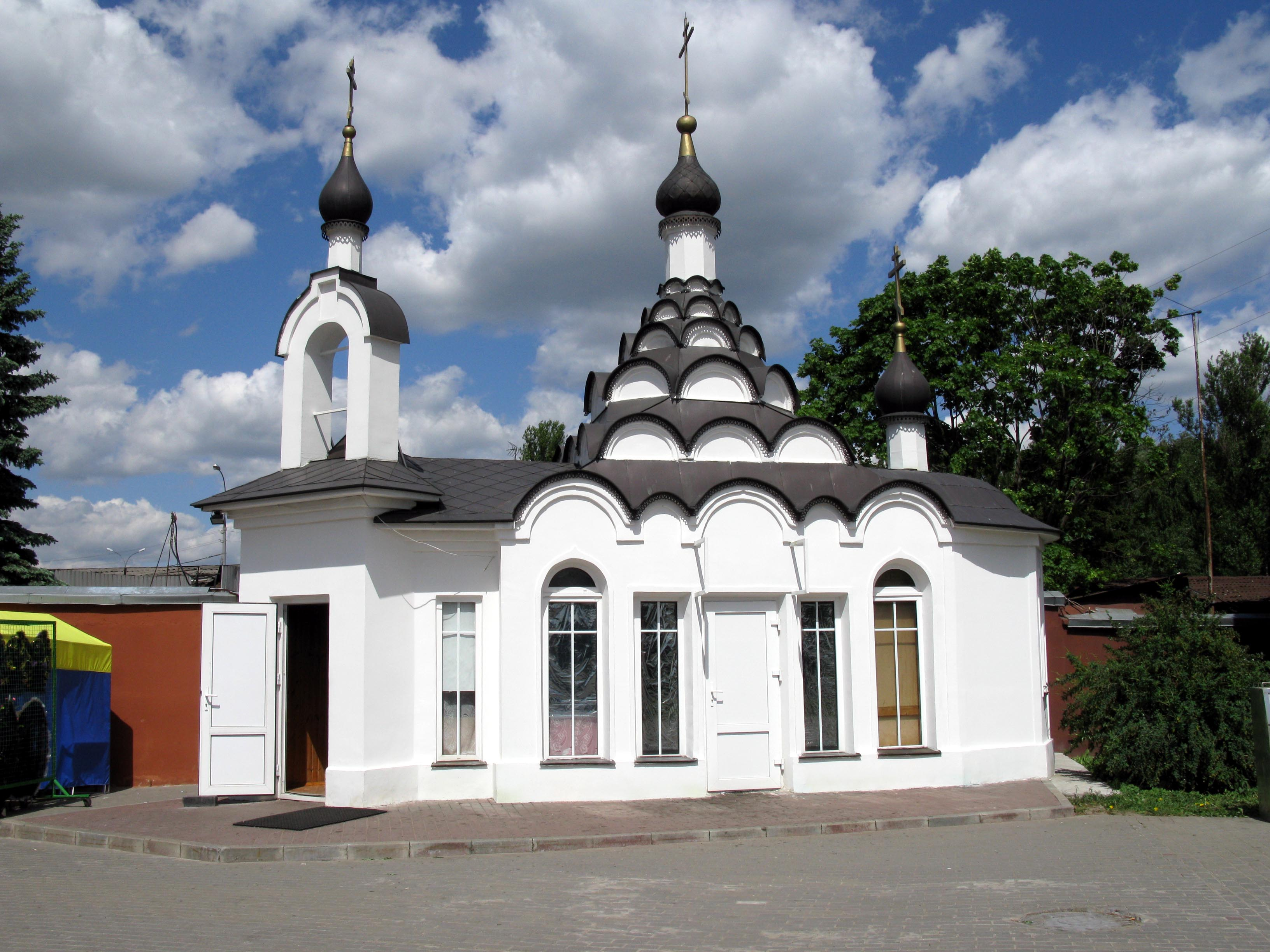
Часовня Мученика Уара
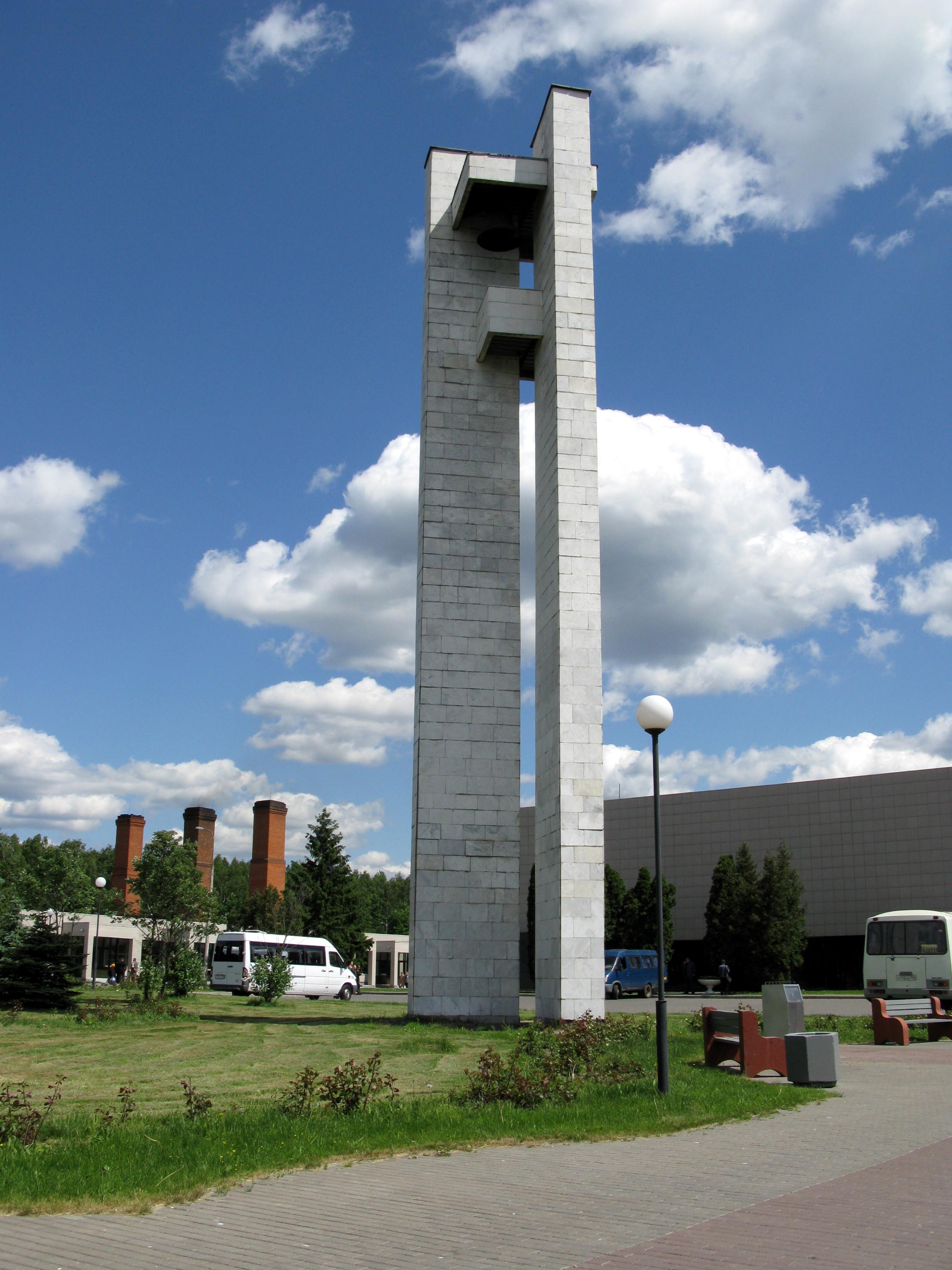
Крематорий
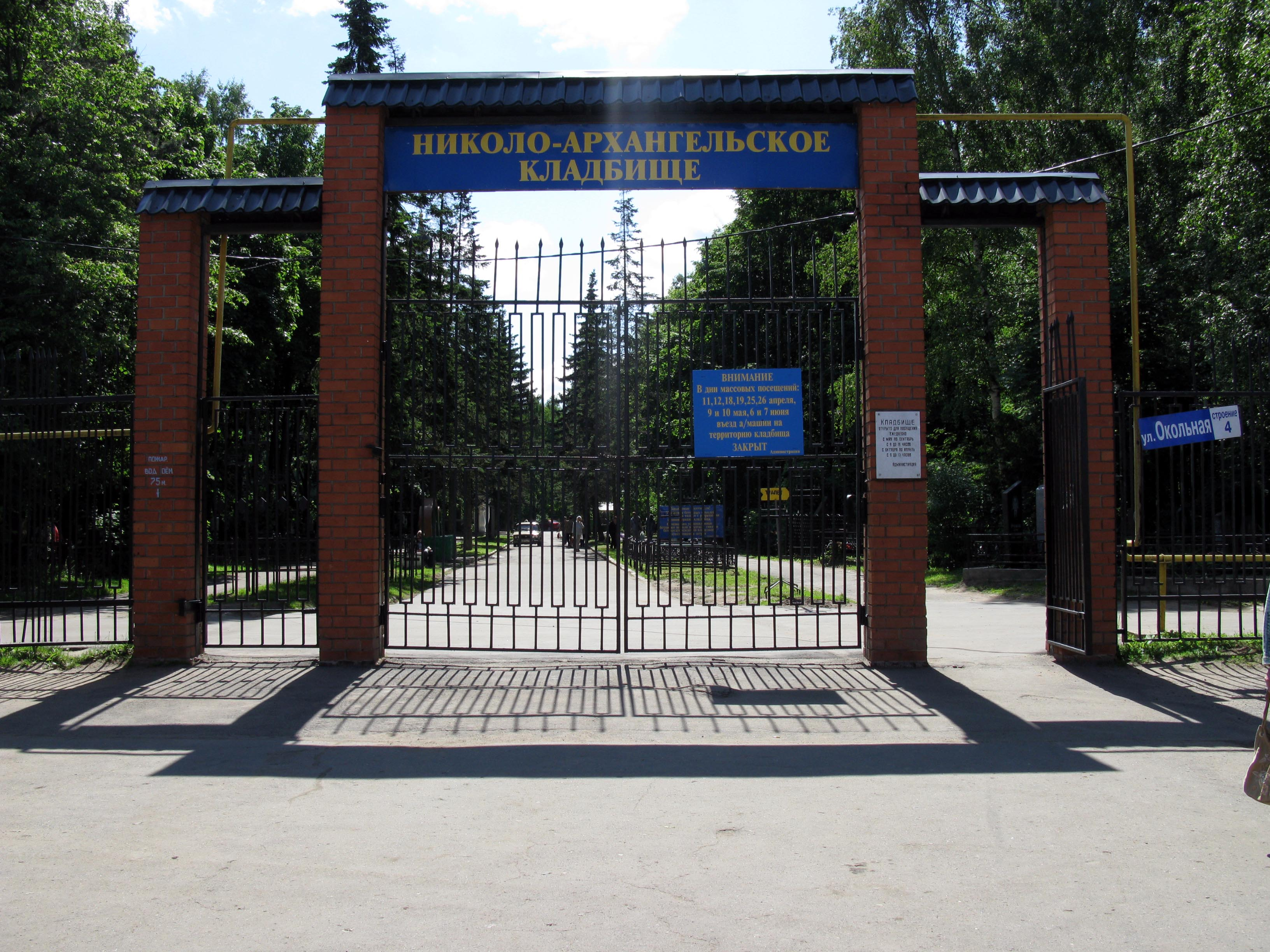
Ворота северо-западного входа
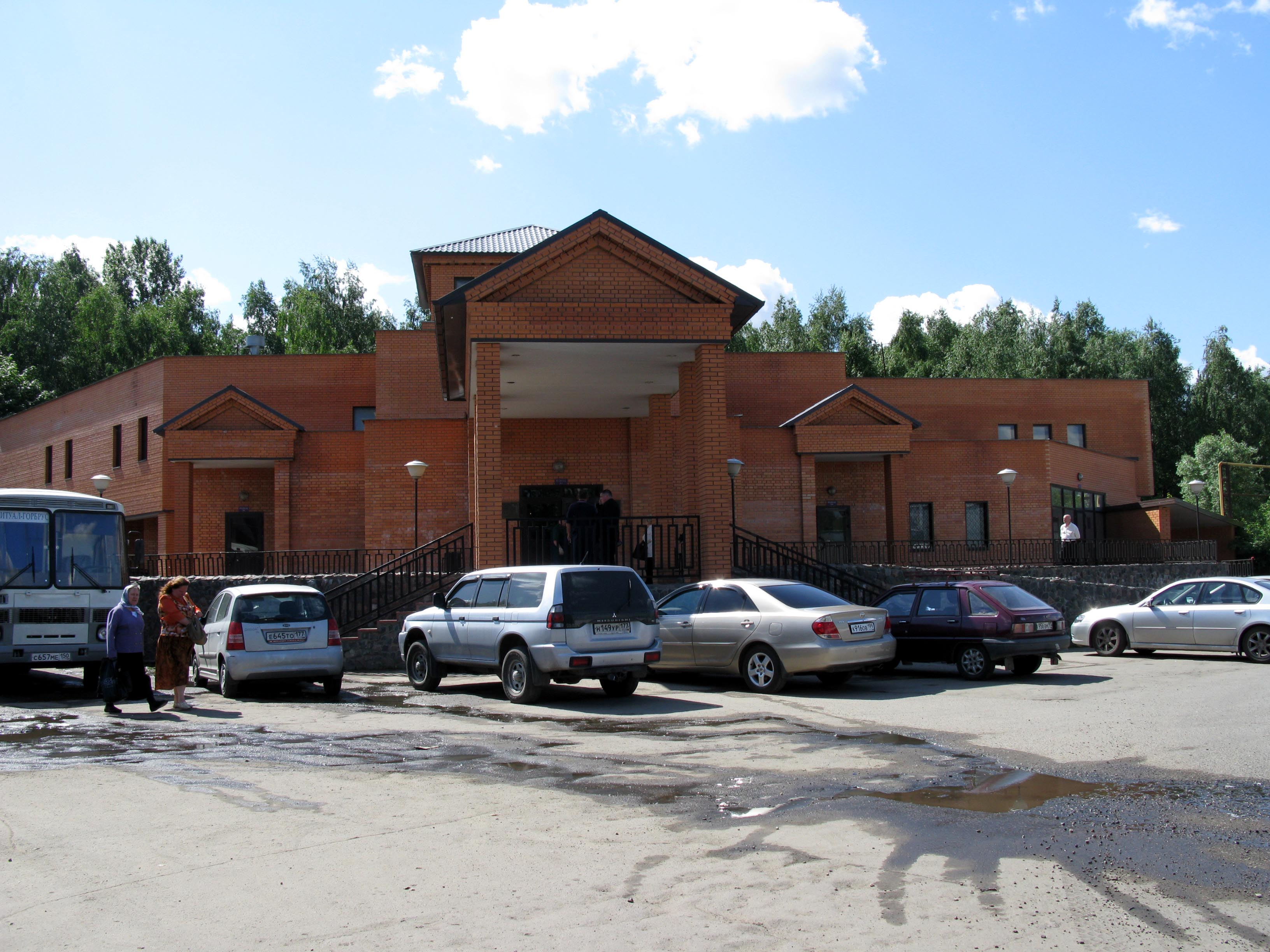
Крематорий ЗАО «Горбрус»
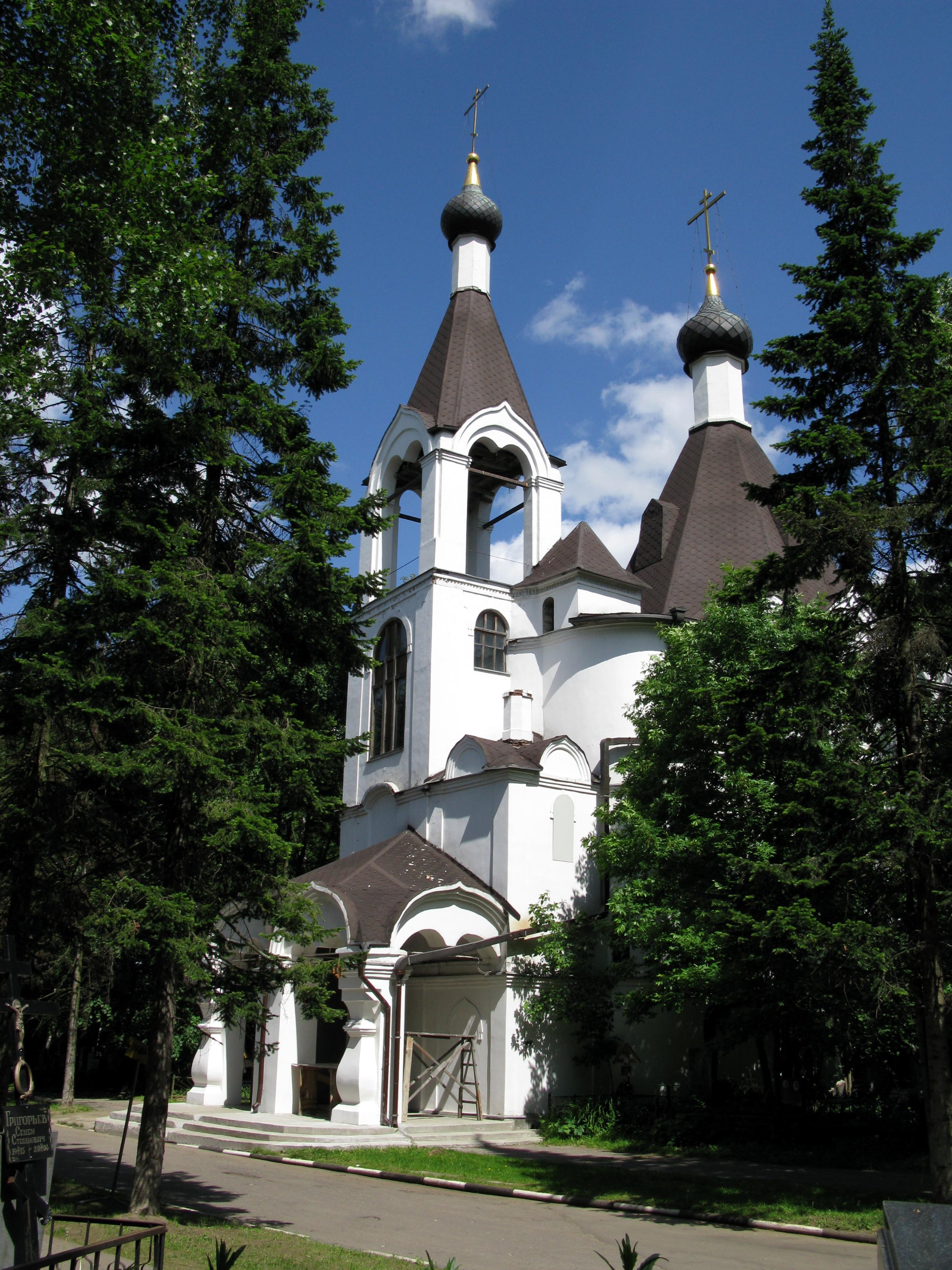
Покровская церковь